# Вышки (Ульяновская область)
Вышки — село в Ульяновском районе Ульяновской области. Входит в состав Ундоровского сельского поселения.

## История
Известно с начала XVII века, как мордовское селение — Семенкова. Позднее, мимо этой деревни провели пограничную черту от реки Волги на Промзино городище. Название было изменено, вероятно, после строительства здесь сторожевых вышек.
В 1780 году, при создании Симбирского наместничества, деревня Вышка, при родниках, крещеной мордвы, вошла в состав Симбирского уезда.
В 1859 году в деревне Вышка в 69 дворах жило: 381 мужчина и 394 женщины.
Церковь во имя св. Троицы, с приделом во имя Рождества Христова, построена здесь в 1878 году, исключительно на средства местных крестьян. Церковно-приходская школа в селе Вышке открыта в 1888 году.
В 1913 году в селе насчитывалось 217 дворов, 1454 жителя. Имелась деревянная Троицкая церковь (1878, не сохранилась), училище.
В 1930 году был создан колхоз «Вышкинский».
Ныне село — центр сельскохозяйственного предприятия «Вышкинское», имеется школа, библиотека, два магазина.

## Население
| 2010 |
| ---- |
| 516  |

Население преимущественно мордва.

## Известные уроженцы
- Шигаев, Андрей Васильевич (1908, Вышки — 1943) — Герой Советского Союза; в его честь названа улица села.

## Достопримечательности
- Часовня Анны Праведной[6]. Постройку спонсировал художник Никас Сафронов[7][8][9][10], отец и мать которого жили в этом селе с 1976 года[11][12][13]. Освящена в январе 2013 года архиепископом Симбирским и Мелекесским Проклом. Также средства в строительство вложили скульптор Зураб Церетели и телеведущий Николай Дроздов. Торжественную церемонию открытия храма посетил губернатор Ульяновской области Владимир Шаманов с супругой и маг и колдун Юрий Лонго[14].